# 库尔贝特
库尔贝特（法語：Courbette，法語發音：[kuʁbɛt]）是法国汝拉省的一个市镇，属于隆斯勒索涅区。

## 地理
库尔贝特（46°35'51"N, 5°33'57"E）面积2.65 平方千米，位于法国勃艮第-弗朗什-孔泰大區汝拉省，该省份为法国东部内陆省份，北起上索恩省，西北接科多尔省，西临索恩-卢瓦尔省，南至安省，东与杜省和瑞士接壤。
与库尔贝特接壤的市镇（或旧市镇、城区）包括：博尔奈、阿列兹、韦尔南图瓦、拉沙约斯。

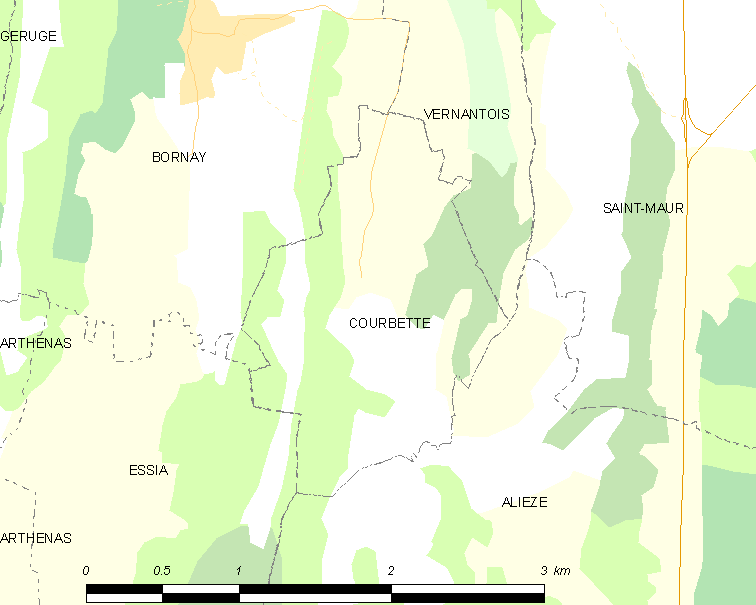
库尔贝特的OSM定位图

库尔贝特的时区为UTC+01:00、UTC+02:00（夏令时）。

## 行政
库尔贝特的邮政编码为39570，INSEE市镇编码为39168。

## 政治
库尔贝特所属的省级选区为穆瓦朗昂蒙塔涅县。

## 人口

1962-2008年间库尔贝特人口变化图示

库尔贝特于2022年1月1日时的人口数量为46人。